# Violence contre les femmes pendant la partition des Indes

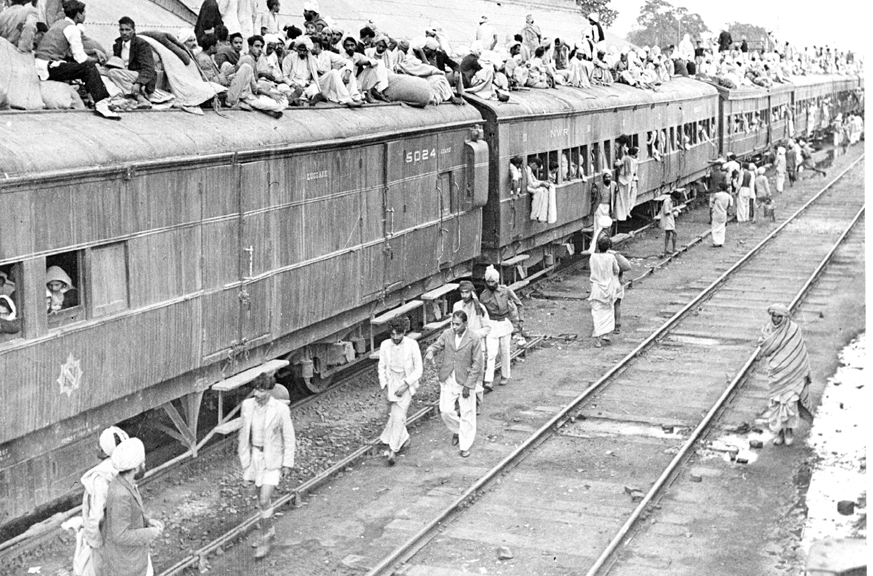
Train de réfugiés pendant la partition des Indes dans le Pendjab en 1947.

Carte de la partition des Indes.

Pendant la partition des Indes en 1947, les femmes ont subi des violences sexuelles de masse : certaines estimations avancent que, au moment de la partition, entre 75 000 et 100 000 femmes ont été enlevées et violées. Les viols commis par des hommes contre des femmes à cette période sont largement documentés ; certaines femmes ont agi en complices de ces agressions,.
Des violences systématiques contre les femmes ont commencé en mars 1947 dans le district de Rawalpindi : des femmes sikhes sont prises pour cibles par des émeutiers musulmans,. Des violences sont aussi commises de manière organisée : des Pathans retirent des femmes hindoues et sikhes depuis des trains de réfugiés ; un témoin déclare avoir vu des sikhs armés qui ont plusieurs fois entraîné avec eux des femmes musulmanes. Certaines auteurs estiment que le nombre de femmes musulmanes enlevées représente le double du nombre de femmes sikhes et hindoues enlevées, à cause des actions coordonnées de Jathas sikhs.
L'Inde et le Pakistan ont ensuite œuvré à rapatrier les femmes enlevées. Les musulmanes étaient transférées au Pakistan tandis que les hindoues et les sikhes étaient transférées en Inde.

## Contexte
Au cours de la partition, la société pendjabie est affectée, à tous les niveaux, par des meurtres, des déplacements de personnes et des agressions. Des communautés rivales s'en prennent aux femmes pour les humilier ; ces violences se matérialisent par des viols, des enlèvements et des conversions forcées. Des violences contre les femmes ont aussi eu lieu dans les États du Jammu-et-Cachemire et du Rajputana.

## Violences
Contrairement aux émeutes antérieures, les femmes sont ciblées pendant les émeutes d'action directe (en), une manifestation conduite par la Ligue musulmane à Calcutta. De nombreuses hindoues sont enlevées pendant les émeutes de Noakhali (en). Des flambées de violences contre les femmes se produisent lors des massacres de musulmans au Bihar en 1946 (en). Des milliers de victimes sont enlevées dans le seul district de Patna. Des musulmanes du Bihar se suicident en se jetant dans des puits. En novembre 1946 à Garhmukteshwar (en), les musulmanes sont déshabillées de force, emmenées nues en public et victimes de viols aux mains d'émeutiers hindous,.
Des violences systématiques contre les femmes commencent en mars 1947 dans le district de Rawalpindi, où les sikhes sont prises pour cibles par des émeutiers musulmans. De nombreux villages hindous et sikhs sont rayés de la carte. Des quantités importantes d'hindous et de sikhs sont tués ou sujets à des conversions forcées ; les enfants sont kidnappés, les femmes enlevées et violées en public,. Le bilan officiel des morts à Rawalpindi s'élève à 2 263 personnes. Avant de nouvelles vagues d'agressions, de nombreuses femmes sikhes se suicident en se jetant dans des puits à eau afin d'éviter les atteintes à leur honneur ainsi que les conversions forcées,.
Des violences organisées se produisent également : des Pathans du Pendjab (en) retirent des femmes sikhes et hindoues des trains de réfugiés ; un témoin a vu des sikhs armés qui entraînent plusieurs fois des musulmanes hors de leur colonne de réfugiés et qui tuent tout homme qui s'interpose, tandis que les militaires cipayes encadrant les colonnes restent passifs.
Dans les communautés tant sikhes que musulmanes, la vengeance est un motif avancé pour justifier les agressions. Andrew Major remarque que l'enlèvement à grande échelle et le viol de jeunes filles s'inscrivent dans une campagne de « nettoyage ethnique » systématique dans la région du Gurgaon aux alentours de Delhi. À Amritsar, des musulmanes sont obligées de défiler nues.
De nombreux hommes influents, comme les commissaires adjoints et les fonctionnaires de police, ont tenté d'empêcher les enlèvements ou de secourir les victimes ; néanmoins, de nombreux autres hommes ont abusé de leur position d'autorité, comme le Maharadjah du Patiala qui a séquestré une jeune musulmane issue d'une famille réputée. Parmi les auteurs des violences figurent des fonctionnaires de police, de grands propriétaires terriens, des membres de la Ligue musulmane ainsi que des criminels ordinaires. Les Pathans armés, en particulier, étaient considérés comme les pires des délinquants, surtout dans le district de Rawalpindi. Les Pathans ont enlevé de nombreuses femmes non-musulmanes au Cachemire pour les revendre ensuite dans le Pendjab occidental (en) ; ces femmes vendues ont souvent fini comme des « travailleuses esclaves » dans des usines. Début 1948, les Pathans en viennent même à enlever des musulmanes.
Au Pendjab oriental, les policiers locaux et les soldats indiens ont souvent participé aux enlèvements et aux déplacements de musulmanes, aux côtés des jathas sikhes et des réfugiés venus du Pendjab occidental. D'après Anis Kidwa, les « meilleurs lots » étaient partagés entre les policiers et les soldats ; les autres étaient remises au reste des agresseurs. Dans les villages autour de Delhi, les policiers et les soldats de l'armée ont pris part au viol des musulmanes.

### Estimations sur les enlèvements
Le nombre précis des victimes d'enlèvements n'est pas connu et plusieurs estimations sont proposées. Leonard Mosley[Qui ?] pense qu'au total, 100 000 jeunes filles ont été enlevées par l'ensemble des criminels. Le gouvernement indien avance que les victimes se composent de 33 000 hindoues et sikhes au Pakistan ; le gouvernement du Pakistan avance que 50 000 musulmanes ont été enlevées en Inde. Andrew Major indique une fourchette de 40 000 à 45 000 victimes d'enlèvements pendant l'ensemble des émeutes à l'époque de la partition, et il estime qu'il y a eu deux fois plus de musulmanes enlevées que de femmes hindoues et sikhes. Masroor déclare qu'environ 60 000 musulmanes ont été victimes d'enlèvement, alors que Begum Tassaduq Hussain pense qu'elles ont été 90 000.

## Rapatriement des prisonnières
En septembre 1947, le Premier ministre indien Jawaharlal Nehru et le Premier ministre pakistanais Liaquat Ali Khan promettent de ne pas reconnaître les mariages forcés et les deux pays ratifient cet accord lors de la conférence inter-territoires de décembre, qui établit la procédure de rapatriement des prisonnières.
La mission de recueillir, de la part des familles, les réclamations concernant les femmes enlevées échoit aux Central Recovery Offices de chaque pays. Les policiers locaux sont chargés de localiser les victimes avec l'aide de leurs proches. Les travailleurs sociaux et les officiers de liaison des districts, nommés par l'agence de liaison du gouvernement pendjabi opposé, apportent aussi un important concours. Les femmes non-musulmanes retrouvées au Pakistan sont hébergées dans des camps de transit au niveau du district ; le camp central se trouve à Lahore. Un camp similaire est ouvert pour les musulmanes à Jalandhar. Des organismes d'évacuation militaire indiens et pakistanais sont formés pour garder et escorter les femmes jusqu'à leurs pays respectifs.
Les rapatriements et les transferts ralentissent quand Nehru, en janvier 1948, avoue qu'« aucun des deux côtés ne déploie d'efforts suffisants pour récupérer les victimes ». Les réfugiées hindoues et sikhes étant, par erreur, confondues avec des non-musulmanes victimes d'enlèvement, les statistiques à leur endroit dépassent le nombre de musulmanes retenues prisonnières ; leurs communautés orchestrent une campagne publique et demandent que les musulmanes ne soient pas libérées et demeurent comme otages. À terme, les deux pays s'accordent pour ne pas communiquer les statistiques sur les femmes rapatriées. La rivalité entre l'Inde et le Pakistan a aussi ralenti le rythme des rapatriements.
Le Pakistan avance que la lenteur des rapatriements est imputable aux nombreux hindoues qui refusent d'accueillir leurs parentes car ils les considèrent comme « souillées », argument que Nehru reconnaît, tout en accusant le Pakistan d'un manque de coopération. Les pluies abondantes et les inondations ont aussi contribué à ralentir les rapatriements au Pendjab occidental et, en janvier 1948, le Pakistan interdit aux fonctionnaires indiens l'entrée dans les districts frontaliers du Pendjab avec le Cachemire.
De nombreuses femmes ont aussi refusé le rapatriement, craignant la honte et le rejet infligés par leurs familles et leurs communautés ; d'autres victimes s'étaient adaptées à leurs nouvelles « familles » et ont donc refusé de revenir. En 1954, les deux gouvernement s'accordent pour dire que les femmes ne doivent pas être rapatriées de force.

### Nombre de rapatriements
Entre décembre 1947 et décembre 1949, 6 000 femmes sont rapatriées depuis le Pakistan et 12 000 depuis l'Inde. La plupart des rapatriements proviennent, par ordre de succession, de Pendjab oriental et occidental, du Jammu, du Cachemire et du Patiala. Sur une période de huit ans, 30 000 femmes sont rapatriées par les deux gouvernements. Le nombre de musulmanes rapatriées est nettement plus élevé : elles sont 20 728, alors que les non-musulmanes représentent 9 032 personnes. La majorité des libérations se produisent entre 1947 et 1952, même si certains rapatriements ont eu lieu jusqu'en 1956.
Entre le 6 décembre 1947 et le 31 mars 1952, les non-musulmanes rapatriées depuis le Pakistan représentent 8 326 femmes. 5 616 sont issues du Pendjab, 459 de la province de la Frontière-du-Nord-Ouest, 10 du Baloutchistan, 56 du Sind et 592 de Bahawalpur. Après le 21 janvier 1949, 1 593 non-musulmanes sont rapatriées depuis le Jammu-et-Cachemire.
Sur la même période, le nombre de musulmanes rapatriées d'Inde s'élève à 16 545 femmes. 11 129 d'entre elles sont issues du Pendjab, 4 934 du Patiala et de l'Union des États de Patiala et du Pendjab oriental ; après le 21 janvier 1949, le nombre de musulmanes rapatriées depuis le Jammu-et-Cachemire représente 482 femmes. 200 musulmanes sont rapatriées depuis Delhi,.

### Documentation
- (en) Andrew Major, « Abduction of women during the partition of the Punjab », dans South Asia: Journal of South Asian Studies, vol. 18, 1995 (DOI 10.1080/00856409508723244), chap. 1
- (en) Naumana Kiran, « Punjab Migration 1947: Violence against Muslim Women and the Settlement », dans South Asian Studies, vol. 32, 2017, chap. 1
- (en) Ravinder Kaur, « Bodies of Partition: Of Widows, Residue and Other Historical waste », Penn University Press, 2014

Ouvrages
- Barbara D. Metcalf; Thomas R. Metcalf (24 septembre 2012). A Concise History of Modern India. Cambridge University Press.  (ISBN 978-1-139-53705-6).
- Kavita Daiya, Violent belongings : partition, gender and postcolonial nationalism in India, Philadelphia, Pa., Temple University Press (ISBN 159213744X)
- Yasmin Khan, The great Partition : the making of India and Pakistan, New Haven, Yale University Press, 2008 (ISBN 0300143338)
- Sudhir Kakar, The colors of violence : cultural identities, religion, and conflict., Chicago, University of Chicago Press, 1996 (ISBN 0226422852, lire en ligne )
- Gurbachan Singh Talib et Shiromani Gurdwara Parbandhak Committee, Muslim League Attack on Sikhs and Hindus in the Punjab 1947, Amritsar, Shiromani Gurdwara Parbankhak Committee, 1950